# フォルクスワーゲン・シャラン
シャラン（SHARAN ）は、フォルクスワーゲンが1995年から2022年まで製造していたミニバンである。

## 概要

### 初代 7M型 (1995年 – 2010年)
欧州でのMPV市場参入を画策したフォルクスワーゲンが、1991年からフォードとの合弁で開発を開始し、1995年に発売された。
当初は製造もフォードとの合弁で行い、スペインに本拠を持つ傘下会社セアトも姉妹車であるアルハンブラを翌年から販売した。これらはすべてポルトガルのパルメラ(en)で製造されていた。
2000年、マイナーチェンジを実施し内外装が大幅に変更された。
日本では1997年から1999年にかけて輸入販売が行われていた。

### 2代目 7N型 (2010年 - 2022年)
- 2010年3月 - ジュネーブモーターショーにおいてパサートB7をベースとした新型シャランが発表され、9月に販売を開始。15年ぶりのフルモデルチェンジとなった。翌2011年に日本での販売が開始される。

- 2012年
  - 4月3日 - 日本仕様車において仕様変更を行い、JC08モードに対応。同モードによる燃費は13.6km/Lで、「平成27年度燃費基準+20%」を達成する。
  - 9月27日 - 日本仕様車を一部改良（10月1日販売開始）。新たに縦列駐車や車庫入れ時に駐車可能スペースの検出とステアリング操作を自動で行い、縦列駐車からの発進の際もステアリング操作を自動で行なう駐車支援システム「Park Assist」、パサートから順次導入されているドライバー疲労検知システム「Fatigue Detection System」、前後/高さ調節式ヘッドレスト（運転席/助手席）を標準装備した。

- 2013年
  - 1月31日 - 日本仕様車の「TSI Highline」を一部改良。新たに純正カーナビゲーション「712SDCW」とリアビューカメラ「Rear Assist」を標準装備するとともに、パワーテールゲートには既存のキーレスエントリーシステム「Keyless Access」機能拡張に伴って、リアバンパー下部に設置したセンサーに足をかざすと自動でリアゲートが開く「Easy Open」機能を追加。17インチアルミホイールのデザインも一新した。
  - 11月6日 - 特別限定車「グレンツェン」を発売。「TSI Comfortline」をベースに、バイキセノンヘッドライト（オートハイトコントロール機能付）、専用デザイン16インチアルミホイール（5スポーク）、スマートエントリー&スタートシステム「Keyless Access」、パワーテールゲートを特別装備し、ボディカラーは特別設定色の「インジウムグレーメタリック」と「キャンディホワイト」の2色を設定した。500台（インジウムグレーメタリック:350台、キャンディホワイト:150台）の限定販売である。

- 2014年
  - 4月1日 - 消費税増税並びに原材料の高騰に伴う生産コストと輸送費の上昇を受けて価格改定を実施。「TSI Comfortline」で10.9万円、「TSI Highline」で18.1万円値上げされた[1]。
  - 10月28日 - 特別仕様車「グレンツェン2」を発売。2013年11月に発売された「グレンツェン」のバージョンアップ仕様で、「グレンツェン」での特別装備内容に加えてヘッドライトウォッシャーを追加し、アルミホイールは新デザインとなって17インチにサイズアップした。また、ボディカラーはピュアホワイトとディープブラックパールエフェクトとなった。各色150台ずつ、300台の限定販売である[2]。

- 2015年9月15日 - マイナーチェンジ[3]。安全性が強化され、ミリ波レーダーで前方を監視して先行車との衝突の危険を警告し、ドライバーが回避操作をしない場合にはシステムが自動的にブレーキをかけて万が一の衝突による被害を軽減・回避するプリクラッシュブレーキシステム「Front Assist」と、衝突や追突の際にシステムが自動的にブレーキをかけて残存する慣性エネルギーを大幅に減少させてさらなる二次被害を軽減するポストコリジョンブレーキシステムを全車に標準装備するとともに、「TSI Highline」にはチャイルドシートが必要な子供を乗せる際、2列目左右シートに内蔵したシートの座面を起こして専用ヘッドレストを装着するだけで使用できるフォルクスワーゲン初の後席一体型チャイルドシート「インテグレーテッドチャイルドシート」をオプション設定した。また、エンジンを強化し、最大トルクを10Nm向上して250Nmにするとともに、燃費（JC08モード）も1.5km/L向上して15.0km/Lとなり、平成32年度燃費基準を達成した。グレード体系も従来からの「TSI Comfortline」・「TSI Highline」に加え、エントリーグレードの「TSI Trendline」を追加して3グレードとなった。

- 2016年7月19日 - 一部仕様変更[4]。アレルゲン除去機能付フレッシュフィルターを標準設定したほか、「TSI Trandline」を除く全グレードに「純正ナビゲーションシステム"716SDCW"パッケージ」を新たにオプション設定した。

- 2017年6月13日 - 特別限定車「TSI Comfortline Tech Edition」を発売[5]。「TSI Comfortline」をベースに、駐車支援システム「Park Assist」、バイキセノンヘッドライト（オートハイトコントロール機能付）、ダイナミックコーナリングライト、純正インフォティメントシステム「716SDCW」、パワーテールゲート（挟み込み防止機能、「Easy Open」機能付）、運転席/助手席シートヒーターを特別装備した。ボディカラーは「ピュアホワイト」と「ディープブラックパールエフェクト」の2色で、「ピュアホワイト」80台、「ディープブラックパールエフェクト」70台の計150台の限定販売となる。

- 2019年
  - 8月20日 - ディーゼルモデル「TDI Highline」の追加を発表（10月1日発売。同時にゴルフ/ゴルフヴァリアントにもTDIモデルが追加設定された）[6]。搭載される2.0L TDIエンジンは最大380Nm（38.8kgm）の高トルク仕様となる。装備内容はガソリンモデルの「TSI Highline」と一部異なり、オプティカルパーキングシステム、純正インフォテイメントシステム「Composition Media」、モバイルオンラインサービス「Volkswagen Car-Net」が装備されない代わりに、純正ナビゲーションシステム「716SDCW」と電子制御ディファレンシャルロック「XDS」が標準装備され、17インチアルミホイールは専用の10スポーク仕様となる。
  - 10月1日 - 仕様変更[7]。「TSI Highline」において、ディーゼルモデルの「TDI Highline」で既に装備済みの純正ナビゲーションシステム「716SDCW」をはじめ、ETC2.0対応車載器とVTRケーブル/iPod/iPhone/USBデバイス接続装置が新たに標準装備された。

- 2022年10月 - ポルトガルでの生産が終了。後継となるスライドドアのミニバンは存在しない。